# Ровишће
Ровишће је насељено место и средиште општине у Бјеловарско-билогорској жупанији, Република Хрватска.

## Историја
Почетком 20. века место "Ровиште" је било село - православна парохија, којој су као филијале припадала околна насеља. Доманкуш, Драганић, Жабјак, Кобасичари, Ковачевац, Краљевци, Подгорци, Предавци, Скуцани, Станићи и Старчевљани.
Политичка општина се налазила тада у Св. Иван Жабно, а црквена у месту. Пошта је била у Ровишту а телеграф у Беловару. Од 1020 домова, 403 су српски, а када је реч о становништву, од 5370 житеља на православне Србе отпада 1810 или 34%.
Председник црквене општине 1905. године био је Самојло Рајковић а перовођа Милан Ивановић. Православна парохија је 2. класе, има парохијски дом и земљишну сесију, као и српско православно гробље. Православне матице су заведене 1778. године. Парох је поп Петар Николић родом из Мединца.
Православни храм је посвећен Вазнесењу Господњем, са темплом осликаним 1856. године.
Комунална месна школа има једно школско здање грађено 1835. године. Учитељи су 1905/1906. године Милан Вукелић и Никола Опачић. Редовну наставу је пратило 63 ђака а пофторну још 23 старија ученика.
До нове територијалне организације подручје општине налазило се у саставу бивше велике општине Бјеловар.

## Становништво
На попису становништва 2011. године, општина Ровишће је имала 4.822 становника, од чега у самом Ровишћу 1.196.

### Попис 2001.
По попису из 2001. године, општина Ровишће је имала 5.262 становника, распоређених у 12 насељених места, од тога је у самом Ровишћу живело 1.272 становника.

### Попис 1991.
На попису становништва 1991. године, насељено место Ровишће је имало 1.253 становника, следећег националног састава:
| Попис 1991.‍   | Попис 1991.‍  | Попис 1991.‍ | Попис 1991.‍ | Попис 1991.‍ |
| ------------- | ------------ | ----------- | ----------- | ----------- |
|               |              |             |             |             |
| Хрвати        | Хрвати       |             | 1.179       | 94,09%      |
| Срби          | Срби         |             | 23          | 1,83%       |
| Југословени   | Југословени  |             | 14          | 1,11%       |
| Чеси          | Чеси         |             | 9           | 0,71%       |
| Словенци      | Словенци     |             | 4           | 0,31%       |
| Немци         | Немци        |             | 1           | 0,07%       |
| неопредељени  | неопредељени |             | 10          | 0,79%       |
| непознато     | непознато    |             | 13          | 1,03%       |
| укупно: 1.253 |              |             |             |             |